# Баментал
Баментал (њем. Bammental) општина је у њемачкој савезној држави Баден-Виртемберг. Једно је од 54 општинска средишта округа Рајн-Некар. Према процјени из 2010. у општини је живјело 6.461 становника. Посједује регионалну шифру (AGS) 8226006.

## Географски и демографски подаци
Баментал се налази у савезној држави Баден-Виртемберг у округу Рајн-Некар. Општина се налази на надморској висини од 125 метара. Површина општине износи 12,2 km². У самом мјесту је, према процјени из 2010. године, живјело 6.461 становника. Просјечна густина становништва износи 531 становника/km².

## Међународна сарадња
| Мјесто | Држава    | Врста сарадње | Од    |
| ------ | --------- | ------------- | ----- |
|        | Француска | партнерство   | 1966. |
| Извор  |           |               |       |